# Heilig Hartkerk (Berlijn)
De Heilig-Hartkerk (Duits: Herz-Jesu-Kirche) is een neogotische rooms-katholieke kerk in Berlijn. De kerk is gelegen aan de Brunowstraße 37 in het stadsdeel Berlin-Tegel.

## Geschiedenis
De vestiging van enkele fabrieken in Tegel had tot gevolg dat het aantal katholieken in het stadsdeel aanmerkelijk toenam. Tegel beschikte echter niet over een katholieke kerk; Heilige missen  werden gevierd in een ruimte in een schoolgebouw. Eerst vonden de missen eens per maand plaats, later om de twee weken. Op 6 maart 1898 werd een katholieke vereniging opgericht, de leden van deze vereniging doneerden maandelijks geld waarmee banken, een communiebank, een harmonium en twee altaarkandelaren konden worden aangeschaft. De katholieken moesten echter in 1899 hun kerkruimte in de school opgeven en vonden voor de volgende zes jaar een alternatief in een danszaal van een restaurant. 
Na de verwerving van een grondstuk, een beroep op de parochianen om grotere bijdragen te geven, het organiseren van diverse activiteiten en met name de inzet van een jonge katholieke onderwijzer, Max Jähnert, kon op 14 augustus 1904 de eerste steen van een echte kerk worden gelegd. De kerk werd op 7 mei 1905 ingewijd aan het Heilig Hart van Jezus. De gebouw beschikte nog niet over een eigen orgel en met tomeloze energie gaf de onderwijzer Jähnert met het door hem opgerichte kerkkoor op zondagen concerten in Brandenburg en Mecklenburg en wist op die manier het benodigde geld voor een orgel bij elkaar te schrapen. Het aantal parochianen bleef doorgroeien en intussen had de kerk ook beschikking over een eigen geestelijke. Op 1 juni 1920 werd Tegel een zelfstandige parochie.
In de Tweede Wereldoorlog liep de Heilig-Hartkerk slechts lichte beschadigingen op. 
Op 23 januari 2011 werd de kerstgroep met de beelden door een brand vernietigd. Door de sterke rookontwikkeling en het bluswater was de kerk tijdelijk buiten gebruik. Na de renovatie, die ongeveer EUR 170.000 kostte, werd de kerk op 13 augustus 2011 weer geopend.  

## Afbeeldingen

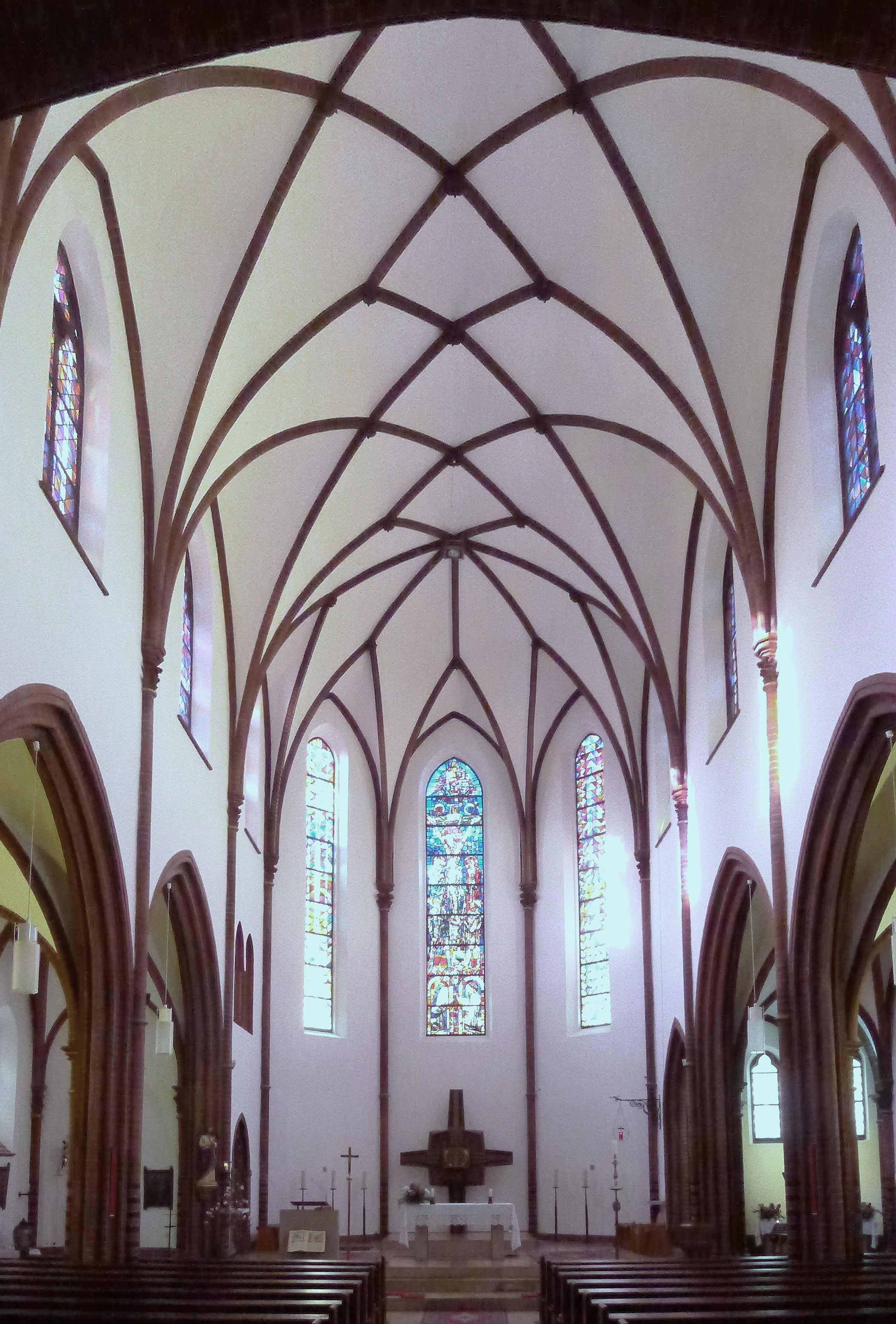
Interieur naar het koor
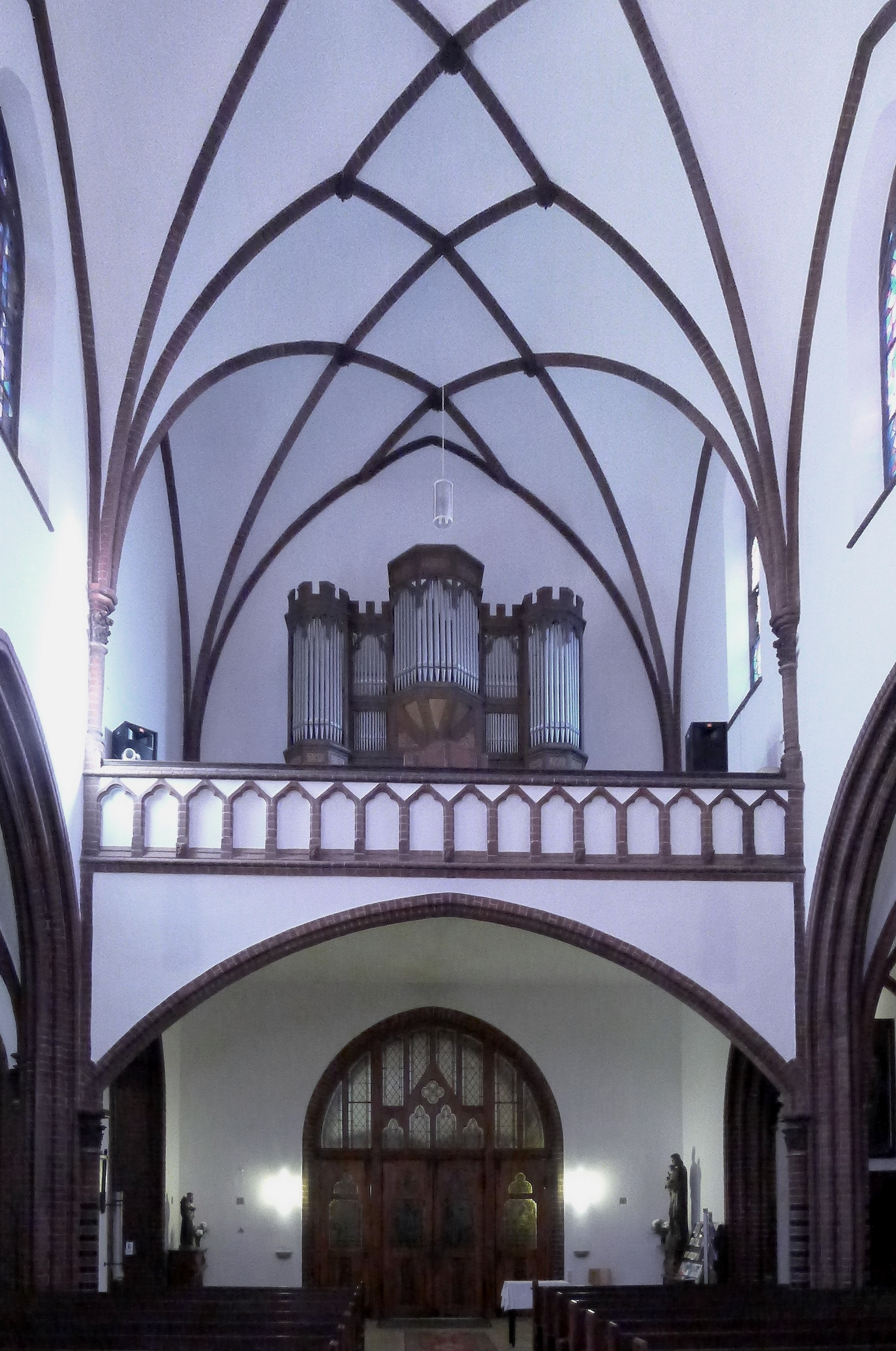
Interieur richting orgelgalerij
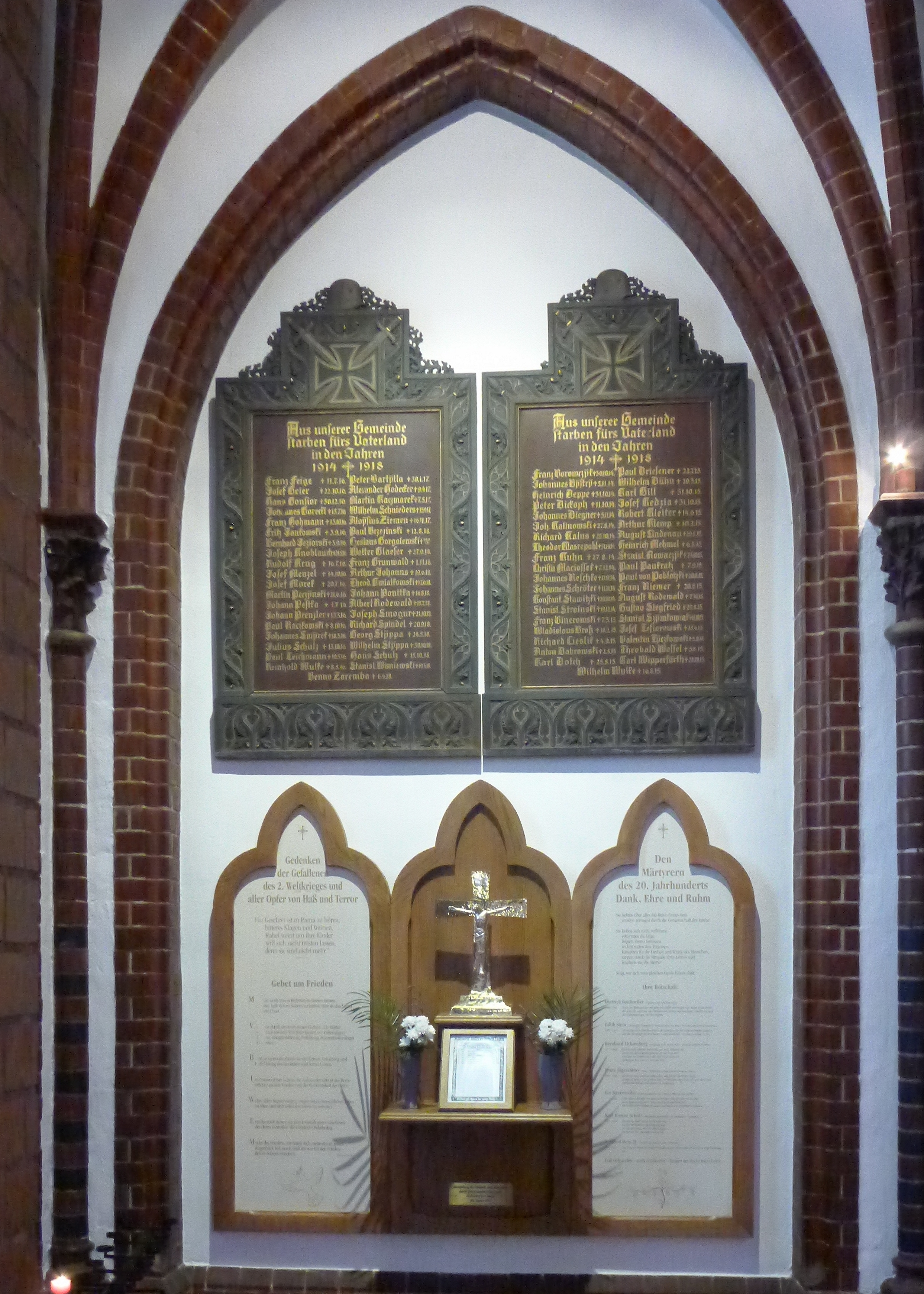
Kapel ter nagedachtenis van de oorlogsslachtoffers van de kerk
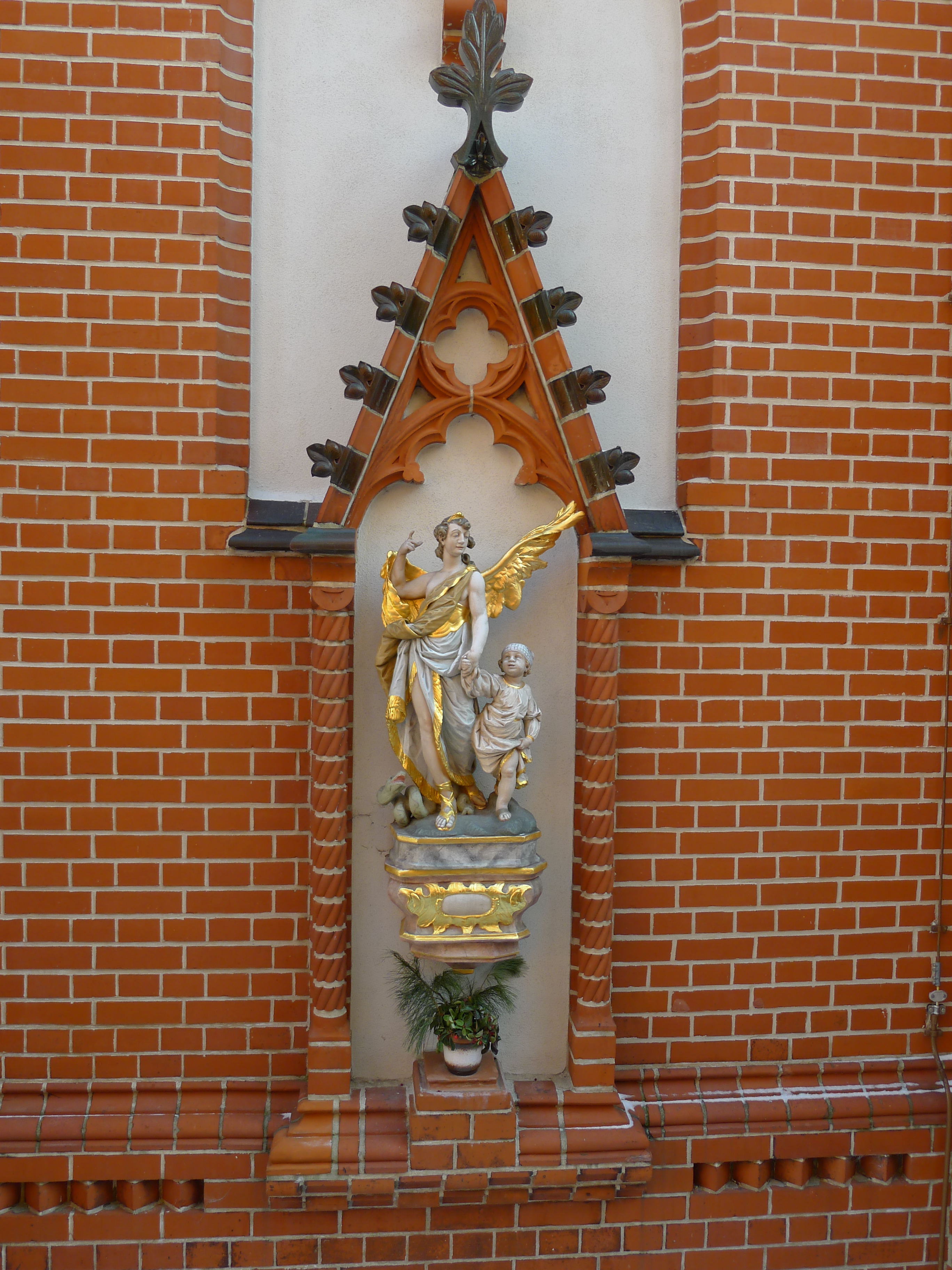
Beschermengel